# Villa romana da Quinta de Marim
A Villa romana da Quinta de Marim foi uma povoação do período romano na freguesia de Quelfes, parte do concelho de Olhão, na região do Algarve, em Portugal. Fazia parte de um núcleo maior de estruturas, que além da villa rustica, também incluía um complexo industrial para preparação de peixe, e possivelmente uma ponte romana, situada junto à Estrada Nacional 125. As várias partes do complexo foram ocupadas em fases diferentes, tendo a villa em si sido habitada desde o século II até aos finais do século IV ou princípios do século V. Os antigos tanques de salga romanos estão integrados numa área natural protegida, parte do Parque Natural da Ria Formosa.

## Descrição

### Localização e importância
A Villa romana da Quinta de Marim, correspondente ao sítio arqueológico Quinta de Marim 3, está situada no interior de uma grande herdade, na margem direita da Ribeira do Marim, a uma distância aproximada de um quilómetro tanto do Parque Natural da Ria Formosa como da cidade de Olhão. Historicamente, ficava situada a meio do percurso entre as antigas cidades romanas de Ossónoba, na cidade de Faro, e Balsa, na freguesia de Luz de Tavira. Na área de Quelfes destaca-se também a presença de uma ponte antiga, que segundo alguns autores poderá ser de origem romana.
Os vestígios romanos da Quinta de Marim são considerados uma das mais importantes estações arqueológicas daquele período, na região do Algarve.

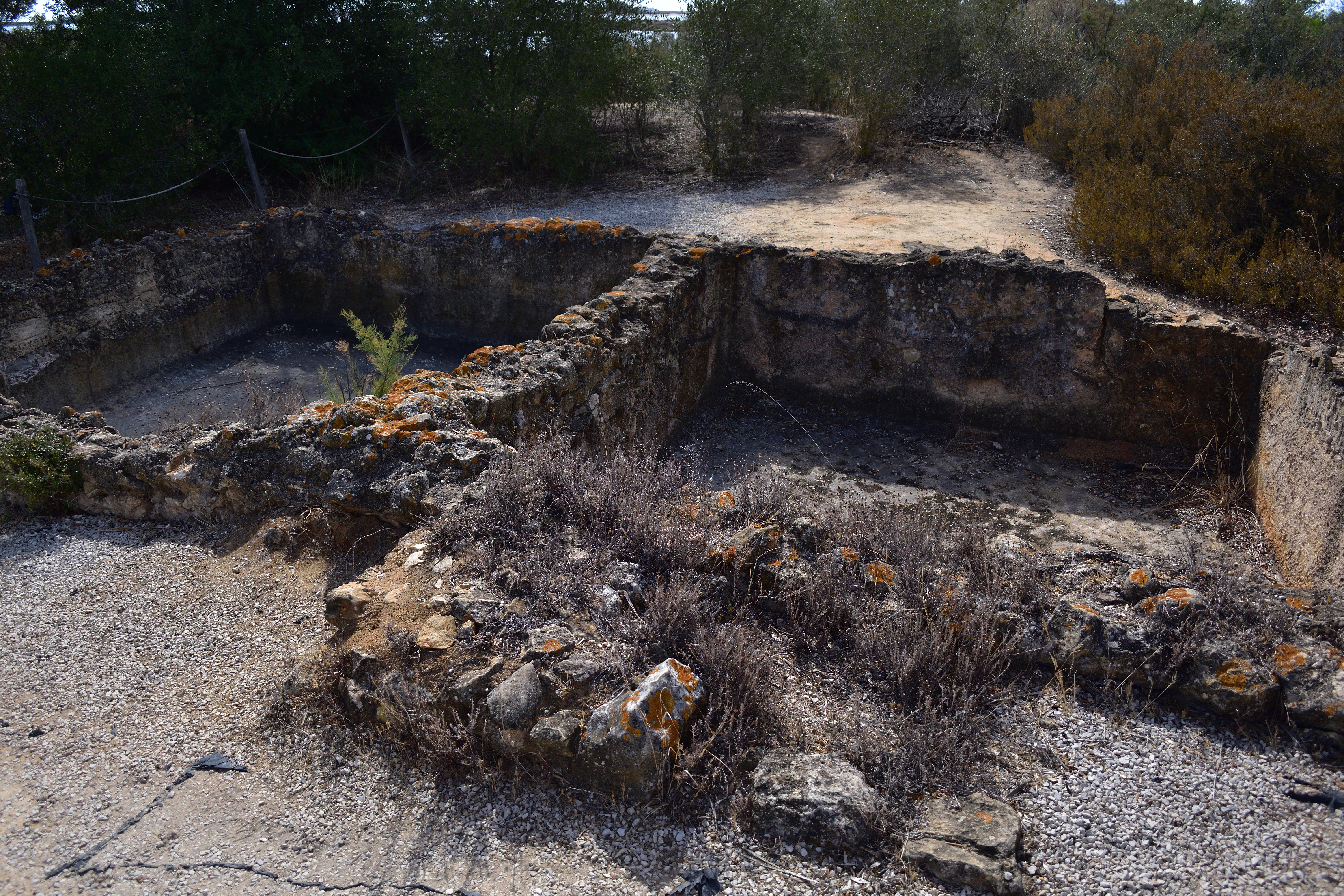
Cetárias no complexo de salga, em 2019.

### Composição
O complexo da villa romana, oficialmente classificado como Quinta de Marim 3  era de grandes dimensões, sendo composto por uma casa, o edifício das termas, armazéns, um templo, um mausoléu e várias necrópoles. O edifício identificado como um templo apresenta uma forma rectangular com uma ábside, arquitectura igualmente encontrada noutros edifícios do período romano em Portugal, em Milreu e em São Cucufate.
Numa península junto à foz da Ribeira de Marim, dentro do parque natural da Ria Formosa, foi encontrado um conjunto de edifícios industriais, identificado como o sítio arqueológico de Quinta de Marim 1. Este complexo, situado em frente da Barra da Armona, incluía nove divisões de forma rectangular, seis das quais foram interpretadas como sendo seis cetárias, ou tanques para preparação de produtos de peixe, enquanto que as restantes seriam armazéns. Os tanques estavam divididos em duas filas no sentido de Este a Oeste, com um corredor a meio, tendo sido encontrados, no seu interior, partes de ânforas e de terra sigillata.
Devido à natureza dos edifícios encontrados, o conjunto romano da Quinta de Marim teria funções duplas, tanto residenciais, como exemplificado pela presença da casa e das termas, como comerciais, para a exploração dos recursos agrícolas, fluviais e marítimos. Por outro lado, a localização, junto do estuário da Ribeira de Marim no Oceano Atlântico, facilitava as comunicações com outras regiões, e desta forma o escoamento da produção para o exterior. Com efeito, a Quinta do Marim pode ser considerada como parte de uma rede de docas marítimas, centrada na antiga cidade de Ossónoba, e que estavam unidas através da navegação por cabotagem.
O sítio arqueológico de Marim 2 ou Ponte de Marim corresponde a um local perto da antiga ponte romana, junto à Estrada Nacional 125, onde foi encontrada uma pedra funerária romana. O texto foi interpretado por Rogério Domingos como sendo «D(iis) M(anibus) S(acrum / FABIA CI/MACIA/E CA(?) / AN(norum) / XXXXII / H(ic) S(itus) E(st) S(it) I(iti) / T(erra) L(evis)».

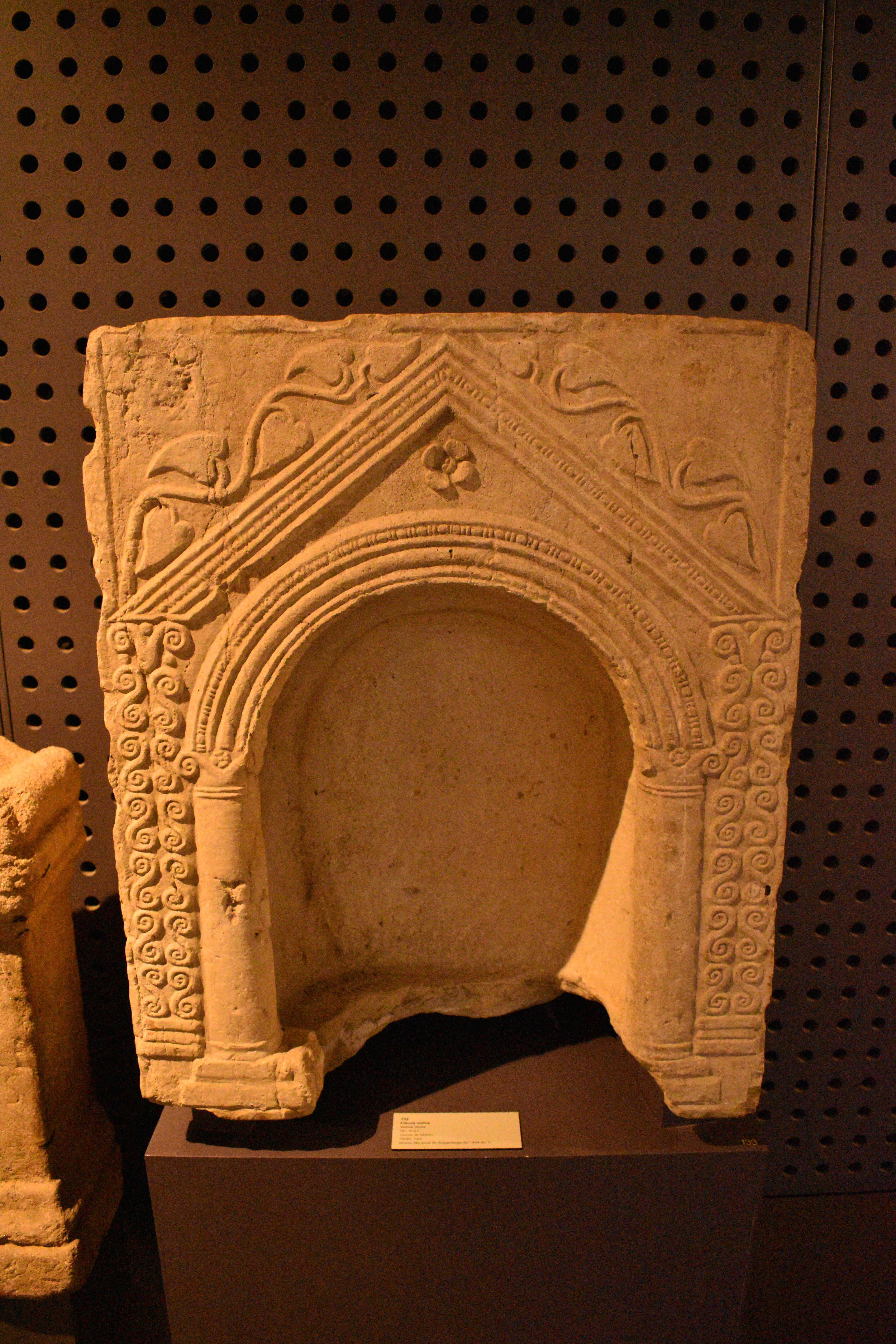
Edícula, ou nicho votivo romano, encontrado na Quinta de Marim e preservado no Museu Nacional de Arqueologia, em Lisboa.

### Espólio
O arqueólogo Estácio da Veiga documentou a presença de vários vestígios entre as ruínas dos edifícios, incluindo instrumentos em pedra, e dentes e ossos de diversos animais, como equídeos, bovídeos, suídeos, cervídeos, ovídeos, caprinos, e canídeos. No local da antiga villa foram descobertos fragmentos de várias peças de cerâmica, incluindo lucernas, ânforas, dólios, recipientes em terra sigillata, jóias, painéis numismáticos, estelas funerárias com inscrições, e partes de esculturas. Na zona das cetárias foram encontrados fragmentos de cerâmica, incluindo ânforas e materiais de construção, e peças em terra sigillata dos tipos sudgálica, hispânica e clara A.

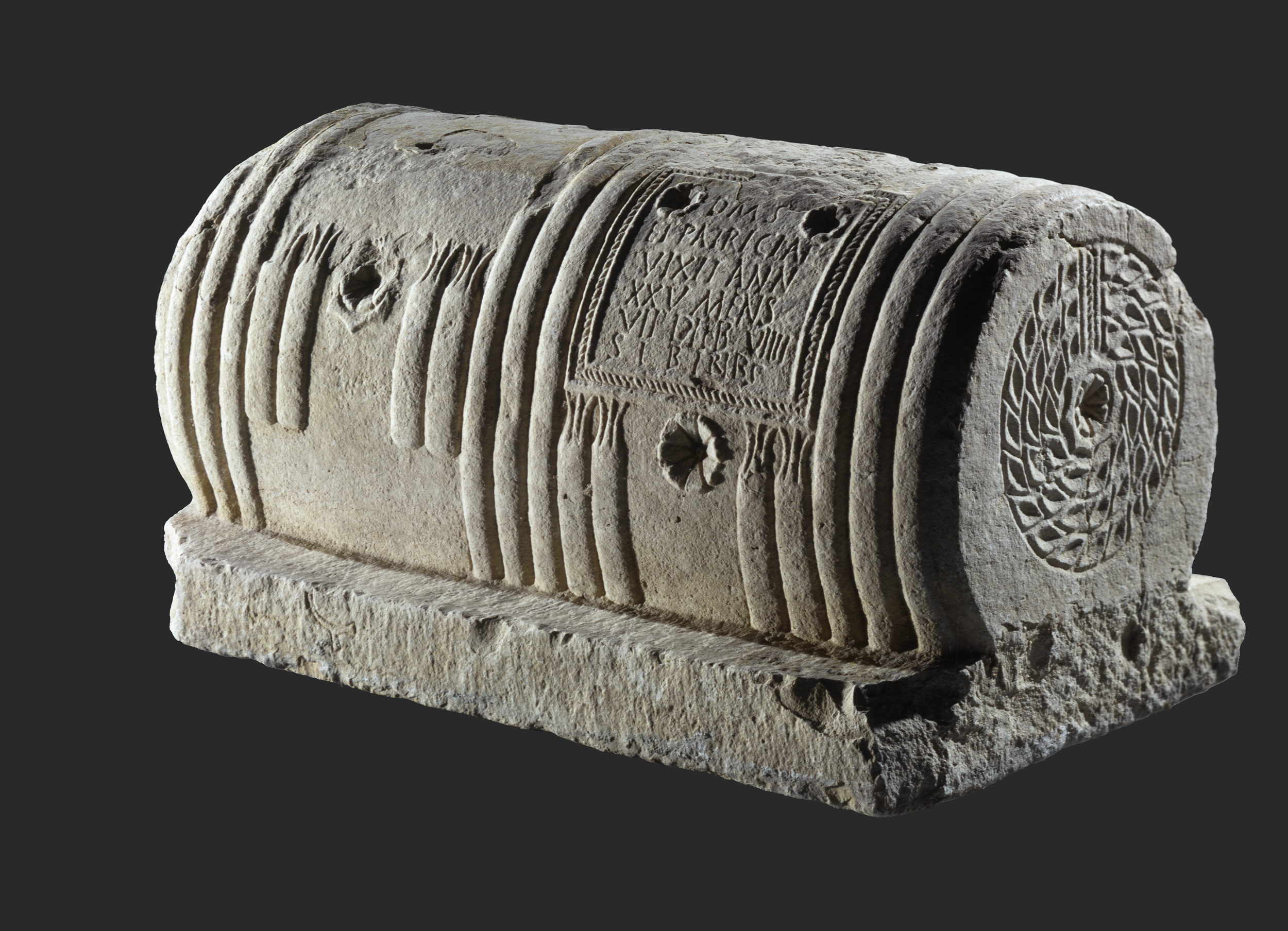
Cupa funerária romana, encontrada na Quinta de Marim e exposta no Museu Nacional de Arqueologia, em Lisboa.

## História

### Ocupação primitiva
Segundo Estácio da Veiga, a zona da Quinta de Marim terá sido ocupada desde o período pré-histórico, devido aos instrumentos pétreos que foram encontrados entre as ruínas dos edifícios.
Os vestígios arqueológicos encontrados na villa apontam para uma ocupação desde o século II até aos finais do IV ou princípios do V. O mausoléu terá sido construído no período alto-imperial romano, enquanto que o templo remonta ao século IV. Por seu turno, a zona industrial terá sido utilizada apenas entre o fim do século II e a primeira metade do século III. Quanto à ponte antiga junto à Estrada Nacional 125, esta poderá ser também de cronologia romana, tendo sido encontrada nas suas imediações uma ara votiva que foi identificada como sendo da segunda metade do século II d.C..
Segundo a tradição popular, o sítio da Quinta de Marim terá sido depois ocupado durante o período islâmico, tendo esta presença ficado registada em várias lendas.

### Redescoberta

#### Séculos XVIII e XIX
Uma das primeiras referências à presença romana no sítio de Marim foi uma notícia publicada no periódico Gazeta de Lisboa, em 29 de Outubro de 1786, onde se relatou que tinha sido encontrado um conjunto de cem moedas de ouro naquele local, do período do imperador Honório.
Na segunda metade do século XIX iniciaram-se as primeiras escavações arqueológicas na zona da Quinta de Marim, devido à presença de sepulturas antigas na propriedade de João Lúcio Pereira. O primeiro arqueólogo a trabalhar no sítio foi Estácio da Veiga, com autorização do proprietário, que também lhe ofereceu algumas peças antigas de pedra, como um nicho com decoração romana. Estácio da Veiga também encontrou as ruínas de vários edifícios, tendo avançado a teoria que este local seria a antiga povoação de Statio Sacra, que segundo a obra Cosmographia, publicada por um autor anónimo de Ravena, situava-se entre as antigas cidades de Balsa e Ossónoba. tendo encontrado uma cave para azeite (cella olearia) ou vinho (cella vinaria), ainda com os vestígios de três grandes contentores de cerâmica (dolia), que encaixavam em concavidades circulares no solo, com cerca de um metro de diâmetro. Estudou igualmente uma necrópole, onde encontrou uma inscrição que, segundo uma testemunha, tinha cerca de 1900 anos de idade. No entanto, durante as escavações foi destruída uma sepultura de inumação e o pavimento de mosaico de um pequeno edifício. Em 1895, o arqueólogo António dos Santos Rocha também esteve no local, tendo investigado o edifício, que o descreveu como tendo uma forma rectangular, alongada no sentido de Este a Oeste, e tinha uma escadaria do lado Sul, devido à diferente cota dos terrenos. As paredes foram construídas em alvenaria comum muito endurecida, com um emboço nos lados interiores de cal, areia e pequenas pedras, estriado de forma profundo, e que foi depois coberto com uma camada de cal e areia que encaixava nas estrias do emboço. Por seu turno, o pavimento tinha um leito composto por uma argamassa de areia e cal misturada com fragmentos de cascalhos de cerâmica, encimado apenas pela argamassa. Santos Rocha descobriu vários fragmentos de cerâmica, incluindo contentores como dolias e ânforas, e de vasos e de uma pátera em barro fino, e tégulas e ímbrices. Recolheu igualmente fragmentos de placas de mármore, e restos de alimentação misturados com carvões e cinzas, como ossos de cabrito e de bovídeo, e conchas de moluscos, principalmente ostras.

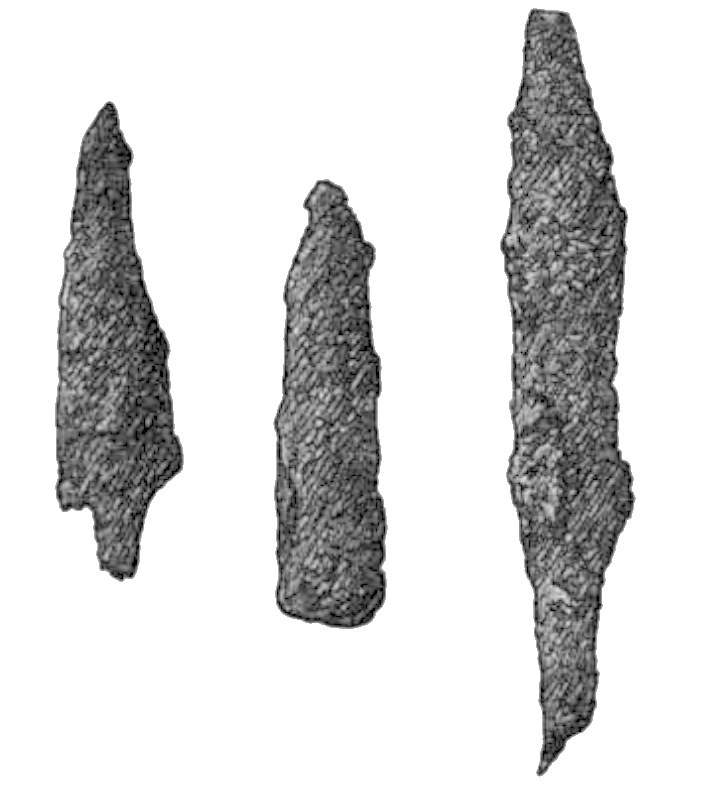
Facas romanas descobertas por Santos Rocha.

Iniciou depois as escavações na zona a Norte do edifício, que ainda não tinha sido investigada por Estácio da Veiga, tendo encontrado parte dos alicerces de outra estrutura romana e muitos restos de construção como argamassa, telhas e tijolos, prova que aquele imóvel foi demolido pelos habitantes para aproveitar as pedras. Descobriu igualmente as bases de várias colunas entre os alicerces do edifício, e partes de paredes com pinturas murais em fresco, algumas lisas e outras ainda com vestígios de decoração, em tons brancos, amarelos, azuis castanhos e vermelhos. As paredes tinham um emboço de cal e areia, coberto de forma superficial por uma camada de cal muito fina, e alguns dos fragmentos tinham um ressalto com cerca de 4,5 cm, que formaria provavelmente uma espécie de moldura para as pinturas murais. Naquela zona encontrou igualmente muitos fragmentos de cerâmica fina e de cozinha. Num dos lados havia uma interrupção nos alicerces, indicando uma abertura, que num dos lados ainda apresentava uma grande pedra aparelhada. Neste local foi encontrado outro depósito de restos de cozinha, composto por carvão, cinzas e vários objectos queimados, vestígios de ostras e de outros mariscos, ossos de boi e de cabrito, parte de uma fina taça de vidro muito fino, e três facas de ferro já muito oxidadas,do tipo culter coquinaris, semelhantes a outras descobertas em Pompeia. A presença de um grande número de vestígios de ostras, que também foi encontrada noutros sítios arqueológicos, demonstra a preferência que os cidadãos romanos tinham por aquele molusco. Também foram recolhidos fragmentos de vários vasos de barro, dos quais um estava ornamentado, e outro mais simples, que depois de parcialmente restaurado ficou com uma forma semelhante aos encontrados em Santa Olaia. As peças de cerâmica mais simples, que chegam a partilhar algumas características com a originária do Neolítico, indicam que mesmo durante o período romano prosseguiram formas mais primitivas de fabrico.

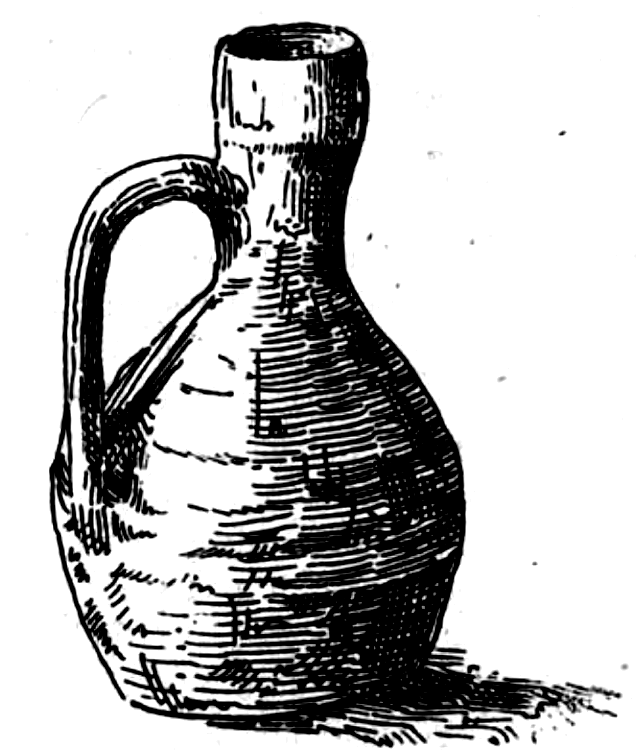
Vaso encontrado numa sepultura por Santos Rocha.

A cerca de 100 m de distância das ruínas anteriores, no sentido Noroeste, e a 200 m a Oeste da necrópole estudada por Estácio da Veiga, foi descoberta uma nova necrópole, de pequenas dimensões, onde Santos Rocha investigou quatro sepulturas. Estas tinham sido todas escavadas na marga calcária, estando a cerca de 0,30 a 0,80 m debaixo do nível do solo, eram de forma geralmente rectantangular ou trapezoidal, orientada no sentido de Noroeste para Sudeste. Tinham uma profundidade média de 0,5 m, e uma delas tinha 1,95 a 2 m de comprimento, e cerca de 0,50 a 0,60 m de largura. Três estavam cobertas por lajes, enquanto que a quarta tinha sido tapada por quatro cipos funerários pertencentes a outras sepulturas, e por uma mistura de tijolos e fragmentos de laje cimentada com cal e areia, tendo esta cobertura 2,35 m de comprimento e 1,05 m de largura máxima. Duas sepulturas não tinham sido revestidas no interior, enquanto que a terceira tinha as suas paredes totalmente forradas com pedra, tijolo e argamassa. A última sepultura, que tinha a cobertura diferente, tinha três das suas paredes revestidas com uma mistura igual à anterior, enquanto que a face Noroeste era suportada por um cipo cravado em cutelo, cujo lado com inscrições estava virado para dentro. Nenhuma das sepulturas tinha um fundo revestido, embora três delas apresentassem um ressalto onde se apoiava a cabeça do cadáver, que na quarta foi substituído por um tipo de almofada em cal e areia. Cada uma das sepulturas apresentava pelo menos um esqueleto, em posição horizontal, com a cabeça virada para Noroeste, mas duas delas continham igualmente ossos desordenados aos pés do cadáver, muito provavelmente devido a enterros anteriores na mesma sepultura. Esta reutilização do mesmo jazigo verificou-se noutros locais em Portugal, como no Ferrestelo, e no estrangeiro, como em Micenas, na Grécia. Além dos restos osteológicos, que estavam em mau estado, os únicos vestígios encontrados nas sepulturas foram nove pregos muito enferrujados, e um vaso de barro esbranquiçado, de forma semelhante a uma âmbula, e que provavelmente serviria para guardar unguento ou perfume. Devido a esta pobreza no conteúdo, comparada com o rico espólio nas sepulturas por incineração romanas encontradas noutros locais, Santos Rocha especulou que pertenciam provavemente a empregados da exploração rural, teoria reforçada pela presença dos esqueletos, uma vez que a incineração era principalmente praticada pelas camadas mais abastadas.
Quanto aos cipos em si, um apresentava duas inscrições, sendo a da esquerda: D M S PATRICIA VIXIT ANNIS XI D III, traduzida por Santos Rocha como «Consagrado aos deuses Manes. Patricia viveu 11 anos e 4 dias.», enquanto que a da direita era D M S PATRICIVS VIXIT ANNIS XCIII M III D XIIII PISPI, traduzida como «Consagrado aos deuses Manes. Patricio viveu 93 anos, 3 meses e 14 dias. Jaz sepultado a expensas públicas». Santos Rocha considerou as últimas quatro letras como uma abreviatura de Publica Impensa Sepultus Iacet, embora José Leite de Vasconcelos tenha avançado com uma interpretação diferente, podendo as primeiras três letras ter sido (P)ius (I)n (S)uos (piedoso para com os seus), não tendo sido possível fazer uma leitura definitiva das duas últimas letras devido ao estado de degradação do cipo. Um outro cipo também continha duas inscrições, sendo a da esquerda D M S DIONYSIANVS VIXIT ANN XXXV IIII D V DINITL TTBL, sendo as duas primeiras frases traduzidas como «Consagrado aos deuses Manes. Dionysiano viveu 39 anos e 5 dias». As frases restantes foram analisadas por Emil Hübner, que as interpretou como (D)ic (V)iator (D)ei (I)nferi (N)e (I)nvideant (T)ibi (L)ocum (T)itulum (T)erra (L)evem (B)oni (L)ibenter, mas também avançou a teoria que tinham sido mal escritas de origem, querendo o artista provavelmente dizer (P)ius (I)n (S)uos (S)it TIBI (T)erra (L)evis. A segunda inscrição era D M S MARITIMA VIXIT ANN XXV D V DINITL TTBL, «Consagrado aos deuses Manes. Maritima viveu 25 anos e 5 dias», terminando de forma igual à anterior. Estes dois cipos são de grande interesse, por conterem duas inscrições e por estarem decorados com lavores geminados, tendo sido provavelmente feitos no mesmo período, devido ao estilo das rosáceas, iguais em ambos os frontões. Porém, o segundo é mais significativo, devido à qualidade dos seus baixos relevos, representando um pórtico de ordem jónica com três colunas que separam as duas inscrições, e pelos seus dois frontões separados por uma coroa, provavelmente de loureiro, planta que os romanos associavam a comandantes militares vitoriosos. Devido ao estilo utilizado nos caracteres dos textos, Emil Hubner avançou a teoria que os cipos teriam sido produzidos nos finais do século II ou inícios da centúria seguinte. Nestas duas fases de escavações foram encontradas o edifício residencial, as termas, zonas para armazenamento, um mausoléu e várias necrópoles.

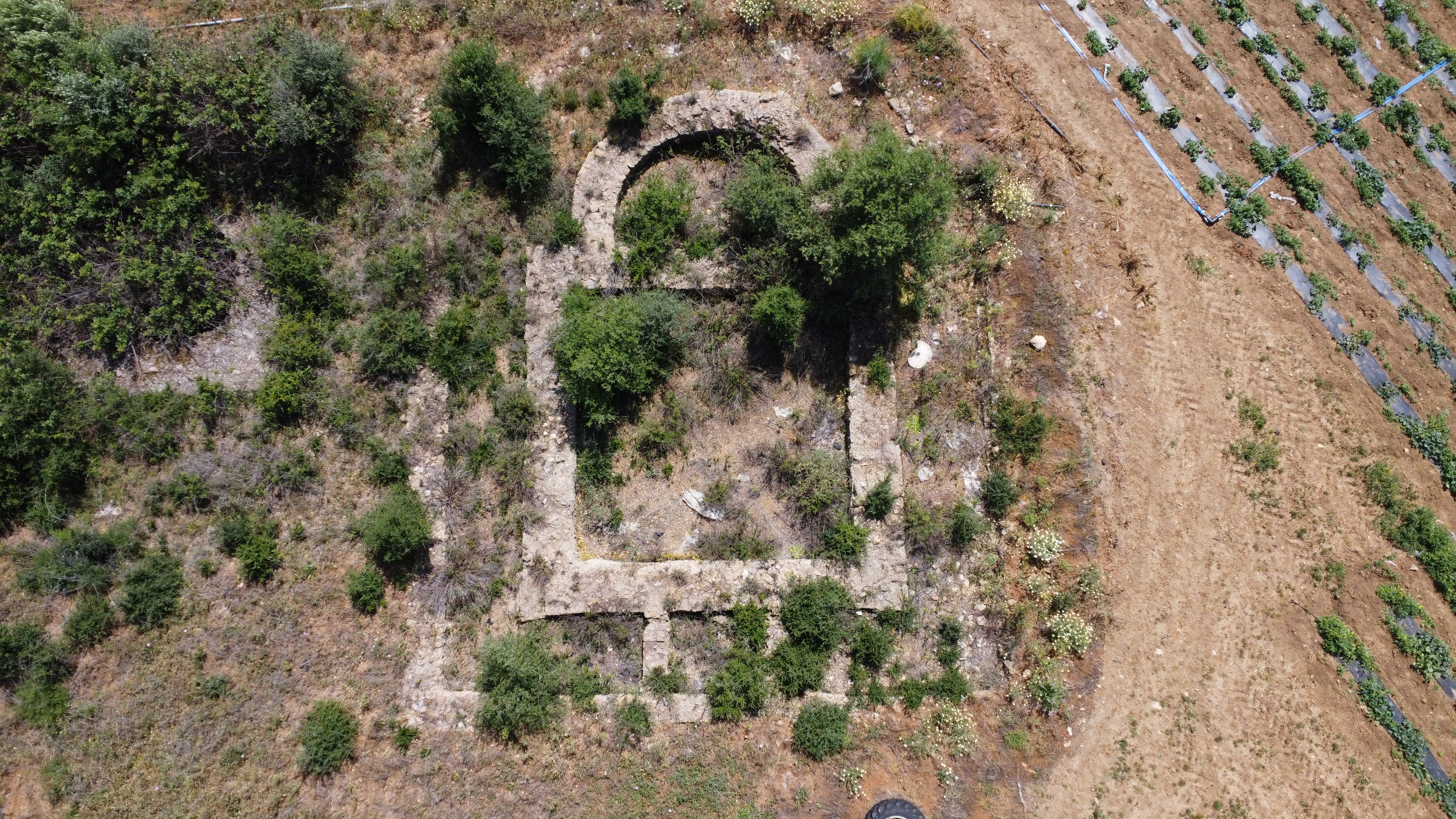
Ruínas do templo do século IV d. C. localizado na Quinta de Marim.

#### Séculos XX e XXI
Na década de 1980, foram feitos trabalhos arqueológicos na parte produtiva, coordenadas pelo arqueólogo Carlos Tavares da Silva. Nessa década, também foi encontrada uma pedra funerária romana junto da ponte antiga, durante a construção de uma ponte. Em 1987 a área onde se encontram os antigos tanques de salga foi classificada numa área natural protegida, o Parque Natural da Ria Formosa.
Nos princípios do século XXI, foram feitas novas sondagens arqueológicas na Quinta de Marim, principalmente no mausoléu e no templo.